# Idols 2
Het tweede seizoen Idols was het populaire seizoen van Idols. Het werd uitgezonden van 6 december 2003 tot 1 mei 2004. Het werd net als seizoen 1 gepresenteerd door  Tooske Breugem en Reinout Oerlemans en  bestond de jury wederom uit Henkjan Smits, Eric van Tijn, Jerney Kaagman en Edwin Jansen.
De winnaar, Boris Titulaer, tekende een platencontract bij BMG Entertainment. Titulaer kreeg meteen met z'n eerste twee singles een hit te pakken. Runner-up Maud Mulder tekende ook een platencontract bij BMG Entertainment. Opmerkelijk is dat dit seizoen meer aanmeldingen zijn, maar minder kandidaten met een platencontract. Van de laatste tien krijgen alleen de twee finalisten een platencontract, brengt JK slechts één single uit binnen eigen beheer, Eric Bouwman, Ron Link en Robin Zijlstra gaan meer acteren en Alice Hoes en Meike Hurts komen allebei terecht in een kinderband.

## Voorrondes
De audities voor seizoen 2 werden onder andere gehouden in Amsterdam, Dordrecht, Eindhoven en Zwolle. In totaal waren er 16.731 aanmeldingen en gingen er 96 door naar het theater.
In deze serie kreeg een groep van (ongeveer) zes afvallers uit de eerste ronde een iets prominentere rol. Niet alleen werden ze door Idols zelf te kijk gezet in een optreden op de middenstip in de rust van een voetbalwedstrijd van Vitesse, maar ook verschenen ten minste drie van de afvallers later elders nog eens op televisie. Zo trad de Brabantse Mark op met Alane van Wes bij een programma van BNN en Herman uit Schagen wist zelfs een cd-single uit te brengen.
In het theater moesten de kandidaten eerst zingen in een Chorus Line. De kandidaten zongen een a-capellanummer naar keuze. Na de Chorus Line werden de kandidaten, door de jury, in duo's gevormd. Daarnaast bepaalde de jury ook welk nummer welk duo moest zingen. Of het nummer "Ain't no mountain high" of "love lift us up where we belong". Gevolgd door de belangrijkste auditie van allemaal de solo. Voor de solo stonden er voor de beide geslachten drie liedjes klaar.
Jongens
- I'm Still Standing (Elton John)
- Something Beautiful (Robbie Williams)
- Big Yellow Taxi (Counting Crows)

Meisjes
- Whole Again (Atomic Kitten)
- A Thousand Miles (Vanessa Carlton)
- Life (Des'ree)

Na elke ronde ging de jury in beraad om enkele kandidaten af te laten vallen. Uiteindelijk bleven er 27 kandidaten over die met elkaar de strijd aangingen in de workshops.

## Workshops
Alle 27 kandidaten, werden in drie groepen van negen gedeeld. Iedereen werd klaargestoomd voor de liveshows. De kandidaten kregen kledingadvies, danslessen en natuurlijk ook zanglessen. Daarnaast kreeg de eerste groep een workshop van Marco Borsato en zijn songwriter John Ewbank, de tweede groep van Trijntje Oosterhuis en de laatste groep van DI-RECT. Vervolgens moest elke kandidaat een nummer naar eigen keuze zingen. Iedereen werd begeleid met een liveband onder leiding van Jochem Fluitsema. Na elk optreden gaven twee juryleden commentaar op het optreden en ging de kandidaat terug naar de "Blue Seats" waar Tooske tussen de overige kandidaten verblijft. Tooske houdt hier hun peilingen en verwachtingen in de gaten. Wanneer alle negen kandidaten zijn geweest gingen de telefoonlijnen open en kon het publiek thuis sms'en of bellen wie er door moesten naar de finale. In de uitslag show gaf Tooske de top twee weer. Daarnaast mocht de jury nog één persoon door laten gaan. De recente nummers vier en vijf (en misschien eigenlijk wel de nummers drie en vier) kregen nog een herkansing in de wildcardshow.
Hieronder vind je de drie groepen en de wildcardshow met de kandidaten en hun performance liedjes. In elk groep zijn er drie kandidaten door naar de volgende ronde. Dit is echter gebaseerd op de televoting en de jurykeuze. Na de workshops kwam er nog een wildcardshow, waarin zes kandidaten de strijd met elkaar aangaan voor de laatste plek in de liveshows.

### Workshop Groep 1
| Volgorde | Kandidaat            | Liedje (originele artiest)                             | Resultaat                    |
| -------- | -------------------- | ------------------------------------------------------ | ---------------------------- |
| 1        | Anne                 | "Like the Way I Do" (Melissa Etheridge)                | Geëlimineerd                 |
| 2        | Maickel Leijenhorst  | "I Believe I can Fly" (R. Kelly)                       | Geëlimineerd                 |
| 3        | Sharon Doorson       | "Vision of Love" (Mariah Carey)                        | 4e plek (8% van de stemmen)  |
| 4        | Gerbrich             | "Take Another Little Piece of my Heart" (Janis Joplin) | Geëlimineerd                 |
| 5        | Ron Link             | "The Greatest Love we'll Never Know" (René Froger)     | Jury's keuze                 |
| 6        | Marlies Schuitemaker | "Ironic" (Alanis Morissette)                           | 1e plek (32% van de stemmen) |
| 7        | Krystle              | "How do I live" (LeAnn Rimes)                          | Geëlimineerd                 |
| 8        | Frank de Graaf       | "Layla" (Derek and the Dominos)                        | 4e plek (8% van de stemmen)  |
| 9        | Maud Mulder          | "White Flag" (Dido)                                    | 2e plek                      |

### Workshop Groep 2
| Volgorde | Kandidaat        | Liedje (originele artiest)                  | Resultaat                    |
| -------- | ---------------- | ------------------------------------------- | ---------------------------- |
| 1        | Kostian Kloeze   | "She Goes Nana" (The Radios)                | Geëlimineerd                 |
| 2        | Megan Brands     | "Don't Play That Song" (Aretha Franklin)    | Geëlimineerd                 |
| 3        | Nick Schilder    | "Unchained Melody" (The Righteous Brothers) | 4e plek                      |
| 4        | Lianne van Groen | "Think Twice" (Céline Dion)                 | Geëlimineerd                 |
| 5        | Hedwig           | "Foolish Games" (Jewel)                     | Geëlimineerd                 |
| 6        | JK               | "All My Life" (K-Ci & JoJo)                 | 2e plek (17% van de stemmen) |
| 7        | Merel            | "Beyond Gravity" (Ilse DeLange)             | 5e plek                      |
| 8        | Robin Zijlstra   | "A Different Corner" (George Michael)       | 1e plek (19% van de stemmen) |
| 9        | Meike Hurts      | "Last Dance" (Donna Summer)                 | Jury's keuze                 |

### Workshop Groep 3
| Volgorde | Kandidaat            | Liedje (originele artiest)                        | Resultaat                    |
| -------- | -------------------- | ------------------------------------------------- | ---------------------------- |
| 1        | Alice Hoes           | "Fire" (The Pointer Sisters)                      | 5e plek                      |
| 2        | Boris Titulaer       | "What's Going On" ( Marvin Gaye)                  | 1e plek (36% van de stemmen) |
| 3        | Daniel Irawan        |                                                   | Geëlimineerd                 |
| 4        | Elisaar Andringa     | "(There's Gotta Be) More to Life" (Stacie Orrico) | Geëlimineerd                 |
| 5        | Eric Bouwman         | "Mandy" (Westlife)                                | Jury's keuze                 |
| 6        | Fardoe Swaanswijk    | "All My Life" (K-Ci & JoJo)                       | Geëlimineerd                 |
| 7        | Irma van Pamelen     | "Takes My Breath Away " (Tuck & Patti)            | 2e plek (23% van de stemmen) |
| 8        | Martijn Dijkstra     |                                                   | Geëlimineerd                 |
| 9        | Tialda van Slogteren | "A Moment Like This" (Kelly Clarkson)             | 4e plek                      |

### Wildcard
| Volgorde | Kandidaat            | Liedje (originele artiest)                      | Resultaat                    |
| -------- | -------------------- | ----------------------------------------------- | ---------------------------- |
| 1        | Alice Hoes           | "Powerless (Say What You Want)" (Nelly Furtado) | 1e plek (29% van de stemmen) |
| 2        | Frank de Graaf       | "This Is The Moment" (René Froger)              | 5e plek                      |
| 3        | Merel                | "Kiss From A Rose" (Seal)                       | 3e plek (12% van de stemmen) |
| 4        | Nick Schilder        | "To be With You" (Mr. Big)                      | 2e plek (25% van de stemmen) |
| 5        | Sharon Doorson       | "Breathe" (Blu Cantrell feat. Sean Paul)        | 6e plek                      |
| 6        | Tialda van Slogteren | "Slow Down" (India.Arie)                        | 4e plek                      |

## Finalisten
- Boris Titulaer (geboren op 3 oktober 1980 in Venlo, 23 jaar tijdens de show) is opgegroeid in Venlo en was al vanaf jongs bezig met muziek. Zijn vader is een bekend jazzmuzikant en docent op het conservatorium in Amsterdam. Zelf gaat Titulaer naar de conservatorium in Maastricht, maar maakt deze niet af aangezien hij liever muziek maakt dan zich met de theorie ervan bezig te houden. In 2001 vormt hij samen met een vriend het duo Sofuja en scoort kleine hits in Spanje. Sofuja doet doet samen met Glenn Corneille mee aan het Nationaal Songfestival 2003, maar komt niet verder dan een van de vier voorrondes. Kort daarna gaat Sofuja uit elkaar en geeft Titulaer zich op voor Idols. Titulaer weet op 1 mei 2004 het tweede seizoen van Idols met 61% van de stemmen te winnen.[1]

- Maud Mulder (geboren op 17 november 1981 in Nijmegen, 22 jaar tijdens de show) is geboren en getogen in Nijmegen en wist lange tijd niet precies wat ze wilde. Ze deed verschillende opleidingen, maar bleek goed te kunnen hockeyen en wist tijdens haar jeugd het team van Jong Oranje te halen. Mulder hockeyde op het hoogste niveau in de Rabo Hoofdklasse met haar club NMHC Nijmegen. In 2001 won ze de "Gouden Stick", het spelersklassement van de hoofdklasse wat gekozen wordt door de coaches van de hoofdklassers. Uiteindelijk geeft ze zich in 2003 voor de grap op en nam haar deelname in begin dan ook niet serieus. Zo ging Mulder na een avondje stappen direct door naar haar auditie. Mulder wist de finale te behalen en kreeg na haar deelname een contract bij BMG. Ze profileerde zich hierna als Nederlandstalig zangeres, maar na haar driejarig contract kreeg ze geen nieuwe.[2] Mulder werd ook bekend doordat zij een relatie kreeg met Frank de Graaf die tijdens de wildcard show afviel.

- JK (geboren in 1981 in Barranquilla, Colombia, 23 jaar tijdens de show) heeft als artiestennaam z'n initialen van zijn echte naam James Kruythoff en tegenwoordig gebruikt hij z'n eigen naam of JayKay. JK deed al tijdens het eerste seizoen mee en kreeg goed contact met Hind Laroussi, maar viel tijdens de theaterronde af. JK deed voor het tweede seizoen opnieuw auditie en volgens de jury was hij erg gegroeid. JK weet uiteindelijk de halve finale te halen. Daarna brengt hij nog een single uit in eigen beheer, maar die wordt geen succes. In 2006 vertrekt hij naar Amerika om daar een plaat op te nemen, die uiteindelijk nooit wordt uitgebracht.[3] Daarna houdt JK zich bezig met het produceren en schrijven voor andere artiesten en is hij in Los Angeles actief als fotograaf. JK viel tijdens de shows op door z'n aparte eigen gemaakte kleding. Na Idols richtte hij zijn eigen bedrijf op waar hij zijn eigen kleding heeft, maar die ook zijn baan als fotograaf en producer-songwriter behartigt.

- Marlies Schuitemaker (geboren op 31 maart 1981 in Grootebroek, 23 jaar tijdens de show) is al vanaf jongs af aan het zingen en wist na een optreden in Muilen dicht, een show van Paul de Leeuw, in 1994 dat ze zangeres wilde worden. Ze geeft zich op voor het tweede seizoen van Idols 2. Ze viel tijdens de auditie niet zo erg op, want ze was een lief stil meisje. Dit blijkt tijdens de theaterronde maar gespeeld te zijn, want tijdens de theaterronde bleek ze in werkelijk een opvallende verschijning te zijn, brutale presentatie te hebben, maar bleek zich voor de auditie te hebben aangepast om zo maar kans te hebben om door te gaan. Schuitemaker zelf dacht dat wanneer het publiek thuis kan stemmen, dat ze er meteen uit zou liggen door haar verschijning. Schuitemaker weet de meeste stemmen te halen tijdens de eerste workshop ronde en weet uiteindelijk de vierde plek te behalen. Minister Zalm laat zich uitspreken dat het onterecht was dat Schuitemaker de show moest verlaten. Ze tekent na Idols een contract bij White Villa Records en brengt maar één single uit. Later dat jaar brengt ze een tweede single uit binnen eigen beheer. Als blijkt dat haar zangcarrière niet zo succesvol is, richt Schuitemaker zich weer op haar beroep als docent Engels. Ze is echter nog steeds actief in de muziek. Met haar rockband Aniday bracht ze in 2014 een gelijknamig album uit. In deze band bevindt zich ook rockmulti-instrumentalist Robby Valentine. Samen brachten ze in 2009 een metal-georiënteerde single genaamd Save Myself uit. Ook bij zijn optredens speelt Marlies sinds 2009 een belangrijke muzikale rol.

- Irma van Pamelen (geboren op 27 april 1984 in Oss, 19 jaar tijdens de show)

- Eric Bouwman (geboren op 15 juli 1982 in Leidschendam, 21 jaar tijdens de show)

- Alice Hoes (geboren op 18 april 1985 in Alphen aan den Rijn, 18 jaar tijdens de show) wist de jury en het publiek thuis te verbazen door haar groei. Hoes deed mee aan het eerste seizoen van Idols, maar moest tijdens de laatste theaterronde de show verlaten. In het tweede seizoen is Hoes terug en volgens de jury beter dan ooit. Hoes weet de wildcardshow de winnen en komt terecht bij de laatste finalisten. Tijdens de liveshow krijgt Hoes wat kritiek te voortduren en moest tijdens de vierde liveshow de show verlaten. Na Idols komt Hoes terecht in de popgroep HIT!, die nummers van bekende artiesten omtoveren naar een Nederlands kindvriendelijk versie, en brengt enkele nummers uit. De groep gaat in 2011 uit elkaar. De bandleden wilden wat volwassener muziek gaan maken. Hoes doet in 2011 auditie voor The voice of Holland, maar niemand draait voor haar om. Tijdens de wildcardshow  probeert ze nog een poging, maar het publiek thuis vond haar niet goed genoeg.

- Ron Link (geboren op 22 september 1979 in Nijmegen, 24 jaar tijdens de show) Was tijdens Idols al een fulltime zanger. Link verdiende z'n geld door modellenwerk en deed mee aan de dinnershows van Joop van den Ende. In 2002 wilde Link zich opgeven voor het eerste seizoen voor Idols, maar zat toen midden in de repetities van een dinnershow. Meteen na de opening van inschrijving voor het tweede seizoen schreef Link zich meteen in. Link gooide hoge ogen bij de juryleden, maar bij het publiek iets minder. Link werd tijdens de derde liveshow weggestemd. Na Idols bleef het lange tijd stil rondom de carrière van Link, maar wist in 2006 door middel van het programma "Wie wordt Tarzan?" de rol van Tarzan te bemachtigen in de gelijknamige musical Tarzan.[4]

- Robin Zijlstra (geboren op 17 februari 1980 in Amersfoort, 24 jaar tijdens de show)

- Meike Hurts (geboren op 9 april 1982 in Leiden, 22 jaar tijdens de show) komt uit een muzieke familie. Hurts vader, Theo Hurts, was een aantal jaar de basgitarist van Earth & Fire, de band waarin jurylid Kaagman de leadzangeres van was. Volgens kijkers was dit ook de reden dat Hurts door de juryleden bij de laatste tien finalisten terechtkwam. Hurts werd tijdens de eerste liveshow uit de show gestemd. Tijdens het Idols 2004 concert maakte Hurts bekend dat ze deel gaat maken van de meidengroep Kus, dat door jurylid Van Tijn en diens compagnon Jochem Fluitsma is samengesteld. In 2011 ging de band uit elkaar en ging Hurts samen met Anouk van Schie verder als het duo Mash!.

## Liveshows
Op 1 mei 2004 vond de finale van het tweede seizoen van Idols plaats. Voor het eerst stond er een vrouw in de finale: Maud Mulder uit Nijmegen. Boris Titulaer uit Venlo was ook door het publiek in de finale gekozen. In de finale bleek Titulaer de sterkere; hij behaalde 61% van de stemmen en mocht zich Idol van het seizoen 2003-2004 noemen. Zijn single When You Think Of Me die hij na zijn overwinning uitbracht, haalde de nummer 1-plaats in alle Nederlandse hitlijsten.

### Thema's Liveshow
- Liveshow 1 (6 maart, 2004): Idool
- Liveshow 2 (13 maart, 2004): Motown
- Liveshow 3 (20 maart, 2004): Top 40
- Liveshow 4 (27 maart, 2004): Disco
- Liveshow 5 (3 april, 2004): Nederlandstalig
- Liveshow 6 (10 april, 2004): Party
- Liveshow 7 (17 april, 2004): Bigband
- Liveshow 8 (24 april, 2004): Publiekskeuze
- Finale Idols 2 (1 mei, 2004): Duet, Eigen single, Eerder gezongen single

## Eliminatielijst
| Top 27 | Top 15 | Top 10 | Winnaar |

| Veilig | Bottom Three | Bottom Two | Geëlimineerd | Jury's keuze |

| Ronde:     | Ronde:               | Workshops | Workshops | Workshops | Wild Card | Liveshows | Liveshows | Liveshows | Liveshows | Liveshows | Liveshows | Liveshows | Liveshows | Liveshows | Liveshows |
| Week:      | Week:                | 7/2       | 14/2      | 21/2      | 28/2      | 6/3       | 13/3      | 20/3      | 27/3      | 3/4       | 10/4      | 17/4      | 24/41     | 1/5       |           |
| Plek       | Kandidaat            | Resultaat | Resultaat | Resultaat | Resultaat | Resultaat | Resultaat | Resultaat | Resultaat | Resultaat | Resultaat | Resultaat | Resultaat | Resultaat |           |
| 1          | Boris Titulaer       |           |           | 1e        |           |           |           |           |           |           |           |           |           | Winnaar   |           |
| 2          | Maud Mulder          | 2e        |           |           |           |           | Bottom 3  |           | Bottom 3  |           | Bottom 2  | Bottom 2  |           | Runner-Up |           |
| 3          | James Kruythoff      |           | 2e        |           |           |           |           |           | Bottom 2  |           |           |           | Elim      |           |           |
| 4          | Marlies Schuitemaker | 1e        |           |           |           |           |           |           |           |           |           | Elim      |           |           |           |
| 5          | Irma van Pamelen     |           |           | 2e        |           | Bottom 3  | Bottom 2  |           |           | Bottom 2  | Elim      |           |           |           |           |
| 6          | Eric Bouwman         |           |           | Veilig    |           |           |           | Bottom 3  |           | Elim      |           |           |           |           |           |
| 7          | Alice Hoes           |           |           | WC        | 1e        | Bottom 2  |           | Bottom 2  | Elim      |           |           |           |           |           |           |
| 8          | Ron Link             | Veilig    |           |           |           |           |           | Elim      |           |           |           |           |           |           |           |
| 9          | Robin Zijlstra       |           | 1e        |           |           |           | Elim      |           |           |           |           |           |           |           |           |
| 10         | Meike Hurts          |           | Veilig    |           |           | Elim      |           |           |           |           |           |           |           |           |           |
| 11         | Nick Schilder        |           | WC        |           | Elim      |           |           |           |           |           |           |           |           |           |           |
| 12         | Merel                |           | WC        |           | Elim      |           |           |           |           |           |           |           |           |           |           |
| 13         | Tialda van Slogteren |           |           | WC        | Elim      |           |           |           |           |           |           |           |           |           |           |
| 14         | Frank de Graaf       | WC        |           |           | Elim      |           |           |           |           |           |           |           |           |           |           |
| 15         | Sharon Doorson       | WC        |           |           | Elim      |           |           |           |           |           |           |           |           |           |           |
| Workshop 3 | Daniel Irawan        |           |           | Elim      |           |           |           |           |           |           |           |           |           |           |           |
| Workshop 3 | Elisaar Andringa     |           |           | Elim      |           |           |           |           |           |           |           |           |           |           |           |
| Workshop 3 | Fardoe Swaanswijk    |           |           | Elim      |           |           |           |           |           |           |           |           |           |           |           |
| Workshop 3 | Martijn              |           |           | Elim      |           |           |           |           |           |           |           |           |           |           |           |
| Workshop 2 | Hedwig               |           | Elim      |           |           |           |           |           |           |           |           |           |           |           |           |
| Workshop 2 | Kostian Kloeze       |           | Elim      |           |           |           |           |           |           |           |           |           |           |           |           |
| Workshop 2 | Lianne van Groen     |           | Elim      |           |           |           |           |           |           |           |           |           |           |           |           |
| Workshop 2 | Megan Brands         |           | Elim      |           |           |           |           |           |           |           |           |           |           |           |           |
| Workshop 1 | Anne                 | Elim      |           |           |           |           |           |           |           |           |           |           |           |           |           |
| Workshop 1 | Gerbrich             | Elim      |           |           |           |           |           |           |           |           |           |           |           |           |           |
| Workshop 1 | Krystle              | Elim      |           |           |           |           |           |           |           |           |           |           |           |           |           |
| Workshop 1 | Maickel Leijenhorst  | Elim      |           |           |           |           |           |           |           |           |           |           |           |           |           |

1Boris kreeg als eerste te horen dat hij doorging naar de finale. Daarna kreeg Maud te horen dat zij doorging naar de finale. Het is nooit gezegd dat Maud daadwerkelijk in de bottom two zat.